# Sandra Pires
Sandra Pires Tavares (Rio de Janeiro, 16 de junho de 1973) é uma ex-voleibolista indoor e ex-jogadora de voleibol de praia brasileira. Destacou-se no vôlei de praia e nesta modalidade conquistou a medalha de ouro no primeiro Campeonato Mundial de Vôlei de Praia em 1997 nos Estados Unidos, também foi medalhista de prata na edição de 2001 na Áustria; participou de três edições olímpicas, obtendo a primeira medalha de ouro nos Jogos Olímpicos de Verão de 1996, a medalha de bronze na edição de 2000 e participou dos Jogos Olímpicos de Atenas em 2004.Também foi medalhista de ouro no Goodwill Games de 2001 nos Estados Unidos.

## Carreira
Sandra estreou no vôlei de quadra aos 11 anos no Colégio Cenecista Capitão Lemos Cunha, na Ilha do Governador. Ingressou no vôlei de quadra profissional aos 17 anos.
Foi atleta da A.A.Rio Forte, e aos 19 anos migrou para o vôlei de praia e sua primeira parceira na praia foi Karina Lins e Silva, com quem jogou por um ano e ao final do Circuito Banco do Brasil desta temporada finalizaram na terceira posição; com ela alcançou o quarto lugar no Aberto de Santos, etapa válida pelo Circuito Mundial referente a temporada 1993-94.
Àquela altura, Jackie jogava vôlei de praia nos Estados Unidos. Quando o esporte foi oficializado como olímpico, o técnico de Jackie a aconselhou a procurar uma atleta brasileira para formar uma dupla. No Brasil, o treinador Wantuil Coelho lhe disse que havia uma atleta jovem e magra com potencial, tratava-se de Sandra.
Na temporada seguinte formou dupla com Jackie Silva nos Estados Unidos, ou seja, competiram nas etapas do Circuito da AVP (Associação de Vôlei Profissional Americana) ou AVP Pro Beach Tour, alcançando a quinta colocação nas etapas de Hermosa Beach, Baltimore, Grand Haven e San Francisco, também conquistaram os quartos lugares nas etapas de San Jose e Phoenix, as terceiras posições nas etapas de Chicago, Dallas, Manhattan Beach e Atlanta , além do vice-campeonato na etapa de Seal Beach, obtendo os títulos nas etapas de San Diego, Belmar e Milwaukee, eleita a revelação da temporada.
No Circuito Bando do Brasil de 1994 finalizou ao lado de Jackie Silva na quarta colocação geral. Juntas, elas venceram praticamente todos os torneios dos quais participaram no Brasil e nos EUA. No ano de 1995, esta parceria conseguiu a grande marca de 12 primeiros lugares no Circuito Banco do Brasil, feito jamais alcançado por nenhuma dupla, e sagrou-se ao lado dela pela primeira vez campeã do referido circuito.
Em 1996 namorava com o voleibolista Guilherme Marques e conquistou o vice-campeonato do Circuito Banco do Brasil e 1996.
Sua consagração definitiva como atleta aconteceu então na Olimpíada de Atlanta em 1996, estreia da modalidade como esporte olímpico, quando ela e sua parceira Jackie Silva tornaram-se as primeiras mulheres brasileiras a conquistarem uma medalha de ouro olímpica em cem anos de história dos jogos olímpicos Olimpíadas; no primeiro jogo deste torneio, Jackie e Sandra vencem com facilidade a dupla da Indonésia, Kayze e Rayhaku por 15-2. No jogo seguinte, venceram apertado as australianas Fenwick e Spring por 15-13. Depois, na quarta fase, venceram as compatriotas Mônica e Adriana por 15-4, avançando, assim para a semifinal, enquanto a outra dupla brasileira disputou a repescagem. Elas enfrentaram na semifinal as norte-americanas Hanley e Harris, vencendo-as por 15-8. Na final elas reencontrariam as brasileiras Mônica e Adriana, em uma decisão brasileira. A final foi disputada em dois sets de 12 pontos, então elas venceram a primeira parcial com muita dificuldade por 12-11 e, no segundo, venceram por 12-6.
Entre 1995 e 1996, Jacqueline e Sandra conquistaram, ainda, o bicampeonato do Circuito Mundial e foram eleitas a melhor dupla dos anos 90 pela FIVB. E com a mesma formação de dupla conquistou o bronze do Circuito Banco do Brasil e 1997. Após o título no Campeonato Mundial de 1997, primeira edição, conquistado em Los Angeles, romperam a parceria, mais pelos desentendimentos fora da arenas do que pelos resultados obtidos.
E foi assim que, ainda em 1997, formou dupla com Adriana Samuel e com esta também competiu em 1998, conquistando o bicampeonato geral do Circuito Banco do Brasil, obtendo o vice-campeonato geral no referido circuito em 1999, nesta última temporada alcançou com Adriana Samuel o título da etapa de Belo Horizonte.
Em 2000, continuou ao lado de Adriana Samuel e obtiveram consecutivamente o vice-campeonato do Circuito Banco do Brasil e disputaram a edição dos Jogos Olímpicos de Sydney, elas conquistaram a medalha de bronze e foi a primeira mulher brasileira a ser porta-bandeira na cerimônia de abertura de uma edição dos jogos olímpicos na história da delegação brasileira. Além de se tornar a mulher brasileira com o maior número de medalhas em Olimpíadas em todos os tempos, Sandra foi também escolhida como a primeira mulher do país para ser porta-bandeira no desfile de abertura, nos Jogos de 2000.
Em 2001, Sandra jogou com Tatiana Minello com quem conquistou a medalha de ouro nos Goodwill Games, disputado em Brisbane, Austrália e a medalha de prata na edição do Campeonato Mundial de Vôlei de Praia de 2001, realizado em Klagenfurt, Áustria. No ano seguinte inicia a parceria com Leila Barros
e obtiveram o bronze no Circuito Banco do Brasil, mas as vitórias só voltariam em 2003, quando se uniu a Ana Paula, outra egressa das quadras, obtendo o tricampeonato do Circuito Mundial de 2003 e obtiveram o vice-campeonato no Circuito Banco do Brasil de 2003. E com Ana Paula disputou os Jogos Olímpicos de Atenas 2004, ocasião que finalizaram na quinta posição.
No ano de 2005 formou dupla com Ágatha Bednarczuk alcançaram o vice-campeonato nas etapas de Campinas e de João Pessoa do Circuito Banco do Brasil deste ano e alcançaram o quarto lugar no correspondente Circuito Banco do Brasil. Ao lado de Ághata disputou etapas do Circuito Mundial de 2005, alcançando a quinta posição nos Abertos de Milão e Xangai, o sétimo lugar no Aberto de Salvador, a nona posição no Grand Slam de Stavanger e no Aberto de Espinho, além da décima sétima posição no Aberto de Gstaad e no Campeonato Mundial de Vôlei de Praia realizado em Berlim e o melhor resultado da dupla foi o quarto lugar no Aberto de São Petersburgo.
Em 2009 conquistou o tricampeonato do Torneio Rainha da praia, feito já obtido em 2000 e 2001. Foi reconhecida pela FIVB como a melhor atleta do mundo nesta modalidade dos anos 90 e no ano de 2014, entrou para o Hall da Fama do voleibol. Atualmente é Embaixadora do Esporte do Banco do Brasil e comentarista do canal Sportv.

## Títulos e resultados
- Etapa do Aberto de São Petersburgo:2005
- Etapa do Aberto do Rio de Janeiro:1993-94
- Circuito Brasileiro Banco do Brasil:1995[5] e 1998[11]
- Circuito Brasileiro Banco do Brasil:1996,[7] 1999,[12] 2000[14] e 2003[18]
- Circuito Brasileiro Banco do Brasil:1993, 1997,[9] 2002[17]
- Circuito Brasileiro Banco do Brasil:1994,[3] 2005[20]
- Etapa de Recife do Circuito Brasileiro Banco do Brasil:1999[13]
- Etapa de Campinas do Circuito Brasileiro Banco do Brasil:2005[19]
- Etapa de João Pessoa do Circuito Brasileiro Banco do Brasil:2005[19]
- Etapa de Milwaukee do Circuito da AVP de Vôlei de Praia:1994
- Etapa de Belmar do Circuito da AVP de Vôlei de Praia:1994
- Etapa de San Diego do Circuito da AVP de Vôlei de Praia:1994
- Etapa de Seal Beach do Circuito da AVP de Vôlei de Praia:1994
- Etapa de Atlanta do Circuito da AVP de Vôlei de Praia:1994
- Etapa de Manhattan Beach do Circuito da AVP de Vôlei de Praia:1994
- Etapa de Dallas do Circuito da AVP de Vôlei de Praia:1994
- Etapa de Chicago do Circuito da AVP de Vôlei de Praia:1994
- Etapa de Phoenix (Arizona) do Circuito da AVP de Vôlei de Praia:1994
- Etapa de San José (Califórnia) do Circuito da AVP de Vôlei de Praia:1994

## Premiações individuais
- Rainha da Praia de 2009[21]
- Rainha da Praia de 2001[21]
- Rainha da Praia de 2000[21]
- Revelação do Circuito AVP Voleibol de Praia de 1994

## Honrarias
- Hall da Fama do Voleibol - 2014[22]
- Porta-bandeira na Olimpíada de Sydney 2000[15][23]